# Юніон (Небраска)
Юніон (англ. Union) — селище (англ. village) в США, в окрузі Кесс штату Небраска. Населення — 195 осіб (2020).

## Географія
Юніон розташований за координатами 40°48′52″ пн. ш. 95°55′17″ зх. д. / 40.81444° пн. ш. 95.92139° зх. д. (40.814362, -95.921457).  За даними Бюро перепису населення США в 2010 році селище мало площу 0,54 км², уся площа — суходіл.

## Демографія
Згідно з переписом 2010 року, у селищі мешкали 233 особи в 91 домогосподарстві у складі 64 родин. Густота населення становила 433 особи/км².  Було 105 помешкань (195/км²).
Расовий склад населення:
| - 96,6 % — білих - 0,4 % — корінних американців - 0,4 % — азіатів - 1,3 % — осіб інших рас |

До двох чи більше рас належало 1,3 %. Частка іспаномовних становила 4,7 % від усіх жителів.
За віковим діапазоном населення розподілялося таким чином: 26,6 % — особи молодші 18 років, 63,1 % — особи у віці 18—64 років, 10,3 % — особи у віці 65 років та старші. Медіана віку мешканця становила 36,1 року. На 100 осіб жіночої статі у селищі припадало 124,0 чоловіків;  на 100 жінок у віці від 18 років та старших — 106,0 чоловіків також старших 18 років.
Середній дохід на одне домашнє господарство  становив 45 747 доларів США (медіана — 36 563), а середній дохід на одну сім'ю — 50 470 доларів (медіана — 43 750). Медіана доходів становила 38 750 доларів для чоловіків та 26 563 долари для жінок. 
Цивільне працевлаштоване населення становило 102 особи. Основні галузі зайнятості: освіта, охорона здоров'я та соціальна допомога — 18,6 %, виробництво — 17,6 %, фінанси, страхування та нерухомість — 12,7 %, будівництво — 9,8 %.